# Chongra
Der Chongra (englisch Chongra Peak) ist ein Berg im Westhimalaya im pakistanischen Sonderterritorium Gilgit-Baltistan.
Der 6830 m (nach anderen Quellen 6824 m) hohe Hauptgipfel des Chongra befindet sich 12,4 km nordöstlich des Nanga-Parbat-Hauptgipfels, mit welchem er über dessen Nordostgrat verbunden ist. An seiner Ostflanke verläuft das Flusstal des Astor, im Norden liegt das Industal.
Am Nordhang verläuft der Buldergletscher, am Südwesthang der Rakhiotgletscher.
Der Chongra wurde am 14. Juni 1932 von Peter Aschenbrenner und Hugo Hamberger im Rahmen der Deutsch-Amerikanischen Himalaya-Expedition 1932 erstbestiegen. Unklar ist, ob sie tatsächlich den Hauptgipfel und nicht einen niedrigeren Nebengipfel erklommen.
Eine Besteigung des Hauptgipfels fand am 20. August 1971 durch eine japanische Expedition (Masahiko Kaizu, Kiyoshi Hara und Tamiya Takahashi) über den Rama Peak statt. Der Abstieg führte dabei über den Nordostgrat.
Neben dem Hauptgipfel besitzt der Berg noch weitere Gipfel: Nordgipfel (6565 m), Südgipfel (6448 m), Mittelgipfel (6455 m) und Westgipfel (6554 m).